# ATP German Open 1980
Il German Open 1980 è stato un torneo di tennis giocato sulla terra rossa. È stata la 74ª edizione del Torneo di Amburgo, che fa parte del Volvo Grand Prix 1980. Si è giocato al Rothenbaum Tennis Center di Amburgo in Germania, dal 12 al 18 maggio 1980.

## Campioni

### Singolare
Harold Solomon ha battuto in finale  Guillermo Vilas, 6–7, 6–2, 6–4, 2–6, 6–3.

### Doppio
Heinz Gildemeister /  Andrés Gómez hanno battuto in finale  Reinhart Probst /  Max Wunschig, 6–3, 6–4.